# Dłutów (osada)
Dłutów (Dłutów Folwark, Dłutów Majątek) – osada w województwie łódzkim, w powiecie pabianickim, w gminie Dłutów.

## Historia
Dawna osada folwarczna. Od 1867 w gminie Dłutów w powiecie łaskim. W okresie międzywojennym należał do woj. łódzkiego. W Pierwszym Narodowym Spisie Powszechnym z 1921 ujęto osobno folwark Dłutów (11 domów, 221 mieszkańców), wieś Dłutów (78 domów, 633 mieszkańców) oraz wieś Dłutów Poduchowny (45 domów, 305 mieszkańców). 2 października 1933 utworzono gromadę Dłutów majątek w granicach gminy Dłutów, składającą się folwarku Dłutów, folwarku Jadwigów oraz miejscowości Dłutów-Tartak i Gajówka. Podczas II wojny światowej włączony do III Rzeszy.
Po wojnie gromada Dłutów-Majątek powróciła do powiatu łaskiego w woj. łódzkim jako jedna z 16 gromad gminy Dłutów. 17 listopada 1947 do gromady Dłutów-Majątek włączono zniesioną gromadę Dłutów, po czym gromadę Dłutów-Majątek przemianowano na Dłutów.
W związku z reorganizacją administracji wiejskiej jesienią 1954, Dłutów wszedł w skład nowej gromady Dłutów.
Od 1973 ponownie w gminie Dłutów. W latach 1975–1998 miejscowość administracyjnie należała do województwa piotrkowskiego.